# Antonio Amantea
Antonio Amantea (Lecce, 28 settembre 1894 – Lecce, 13 luglio 1983) è stato un generale e aviatore italiano, che fu un asso dell'aviazione da caccia, accreditato di 5 abbattimenti durante la prima guerra mondiale. Prese parte alla guerra d'Etiopia in qualità di comandante del XLIV Gruppo da bombardamento, rimanendo coinvolto nell'attentato al Viceré d'Etiopia Rodolfo Graziani (19 marzo 1937) dove rimase ferito. Rientrato successivamente in Italia fu comandante del 50º Stormo d'Assalto, e durante la seconda guerra mondiale degli aeroporti di Castelvetrano e Galatina. Decorato con la Croce di Cavaliere dell'Ordine militare di Savoia, 6 Medaglie d'argento e due di bronzo al valor militare.

## Biografia
Nacque a Lecce il 28 settembre 1894, figlio di Nicola, furiere del Regio Esercito in servizio presso il locale Distretto militare, e della signora Giovanna Meileo. Divenuto elettricista di professione, nel settembre 1914 fu arruolato come soldato di leva nel Regio Esercito, assegnato in servizio presso il 13º Reggimento artiglieria da campagna di stanza a Roma, venendo promosso caporale il 31 ottobre dello stesso anno. Inviato presso il Battaglione aviatori, vi rimase anche dopo l'entrata in guerra del Regno d'Italia, avvenuta il 24 maggio 1915, conseguendo il brevetto di pilota sul campo d'aviazione di Pisa-San Giusto il 1 settembre dello stesso anno volando a bordo di un Blériot XI. il 31 ottobre fu mandato in zona di operazioni, assegnato alla 43ª Squadriglia Il 20 novembre fu promosso sergente, entrando in servizio con una ferma di tre anni. In forza alla 43ª Squadriglia eseguì 90 missioni di ricognizione, volando a bordo dei Caudron G.3, nella zona di Gorizia. Frequentò successivamente il corso Allievi ufficiali presso la 71ª Squadriglia caccia, venendo nominato Aspirante ufficiale di complemento presso il deposito del 13º Reggimento artiglieria da campagna, assegnato in servizio presso il Battaglione aviatori. Il 23 agosto 1917 volando su uno SPAD S.VII abbatte un Albatros D.III vicino ad Arsiero, conseguendo la seconda il 24 dello stesso mese vicino a Luserna, e una terza il 24 settembre nelle vicinanze del Monte Verena. Dopo l'esito negativo della battaglia di Caporetto una sezione della squadriglia viene distaccata con 4 piloti (tra i quali Amantea) presso l'82ª Squadriglia sull'aeroporto di Udine-Campoformido. Promosso sottotenente il 15 novembre, conseguì una quarta vittoria il 28 gennaio 1918 nelle vicinanze della Val Frenzela, una quinta il 22 marzo sui cieli del Pasubio, e una sesta il 2 maggio sul cielo del Monte Spitz di Tonezza. Il 6 giugno fu trasferito come istruttore alla Scuola di volo di Busto Arsizio, ritornando al Deposito del 13º Reggimento artiglieria da campagna il 6 marzo 1919. Prestò poi servizio presso il campo ex ergastolani dell'isola dell'Asinara, e poi fu assegnato al 3º Reggimento artiglieria da fortezza, dove fu congedato il 29 ottobre 1919 con il grado di tenente.
Al termine della grande guerra egli reclamava l'abbattimento di 9 aerei nemici,  ma la cosiddetta Commissione Bongiovanni gliene assegnò 5 confermati, facendo di lui un asso dell'aviazione decorato con due Medaglie d'argento al valor militare. Ritornato a Lecce rimase disoccupato a causa della grave situazione economica in cui versava il Paese, e per protesta si mise a fare il lustrascarpe davanti agli uffici ministeriali, esibendo le tre medaglie d'argento al valor militare con cui era stato decorato. La protesta non rimase inosservata, e il 1 marzo 1921 venne riammesso in servizio permanente effettivo, assegnato al 3º Reggimento artiglieria pesante in forza al 1º Raggruppamento aeroplani.
Il 15 ottobre 1923 transitò in servizio presso la Regia Aeronautica, assegnato al 1º Stormo caccia terrestre in qualità di istruttore professionale. Fu poi mandato presso il neocostituito 2º Stormo Caccia Terrestre, frequentando nel contempo il 1º Corso superiore aeronautico, superandolo brillantemente. Il 3 giugno 1926 venne trasferito alla Direzione Generale del Genio Aeronautico (DGCA), venendo promosso capitano il 4 novembre dello stesso anno. Il 5 giugno 1928 fu mandato a Tripoli, in Libia, per prestare servizio in forza all'Aviazione della Tripolitania, distinguendosi nelle operazioni di riconquista della Colonia. Decorato con una terza Medaglia d'argento e una prima Medaglia di bronzo al valor militare, il 31 gennaio 1931 fu promosso maggiore per merito di guerra. Dal 15 novembre 1933 comandò il 10º Gruppo del 1º Stormo C.T., venendo poi assegnato al 4º Stormo Caccia Terrestre. A partire dal 10 dicembre 1934 fu in servizio come giudice effettivo presso il Tribunale militare territoriale di Trieste, venendo promosso tenente colonnello il 21 marzo 1935. Il 1º maggio 1935 fu assegnato al 14º Stormo Bombardamento Terrestre, con cui poi il 2 dicembre partì per l'Eritrea per partecipare alla guerra d'Etiopia. Qui il 15 gennaio 1936 risultava comandare il XLIV Gruppo. 
Dopo la fine delle operazioni belliche rimase in servizio presso l'aeroporto di Addis Abeba a disposizione del Comando Superiore Aeronautica Ovest, impegnato nelle operazioni di contrasto alla guerriglia. Il 19 febbraio 1937 rimase ferito nel corso dell'attentato al Viceré d'Etiopia Rodolfo Graziani, e in quel frangente strappò di mano a un carabiniere un moschetto mettendosi a sparare contro coloro che riteneva implicati nell'attentato finché non rimase a sua volta ferito in modo serio dallo scoppio di una seconda bomba a mano. Il 24 maggio successivo fu insignito della Croce di Cavaliere dell'Ordine militare di Savoia.  Rientrato in Italia decorato con altre due Medaglie d'argento al valor militare, il 10 marzo 1938 riceve i gradi di colonnello e dal settembre successivo, fino al dicembre dello stesso anno, fu comandante del 50º Stormo d'Assalto. Il 16 dicembre 1938 assunse il comando della Scuola di pilotaggio basata sull'aeroporto di Foggia. Mobilitato l'11 giugno 1940, all'atto dell'entrata in guerra del Regno d'Italia, fu inviato in zona di combattimento assumendo il comando dell'aeroporto di Castelvetrano e poi, il 26 agosto 1942, di quello di Torre Pinta. Dopo la firma dell'armistizio dell'8 settembre 1943 organizzò subito la difesa dell'aeroporto costringendo con le armi i tedeschi ad allontanarsi, conservando intatto il suo aeroporto e gli aerei presenti per la  Regia Aeronautica. il 1 dicembre 1943 fu trattenuto in servizio d'autorità, assegnato preso il comando della IV Zona Aerea Territoriale (Z.A.T.) di Bari. Messo a domanda in congedo speciale, transitò in posizione ausiliaria il 28 settembre 1945.
Datosi alla politica fu eletto assessore presso il comune di Lecce nella lista del Fronte dell'Uomo Qualunque, divenne Consigliere provinciale della provincia di Lecce e nel 1948 si candidò nella fine del Partito Monarchico Italiano alle elezioni politiche di quell'anno, ma non fu eletto in quanto superato nei voti dall'onorevole Vincenzo Cicerone. Prese parte attiva alla costituzione dell'Aero Club di Lecce, venendo promosso generale di brigata aerea il 28 dicembre 1953, e generale di squadra aerea il 27 settembre 1967. Sposato con la signora Fortunata Caramis, si spense a Lecce il 13 luglio 1983.

### Annotazioni
1. ↑  Ricevette 58 ferite da scheggia e subì quattro operazioni chirurgiche.

### Fonti
1. 1 2 3 4 5 6 7 8 9 10 11 12 13 14  Mancini 1936, p. 35.
2. ↑  Franks, Guest, Alegy 1997.
3. 1 2 3 4 5  The Aerodrome.
4. ↑  Gentilli, Varriale 1999, pp. 200-202.
5. 1 2 3 4  Varriale 2009, pp. 14-15.
6. ↑  Gentilli, Varriale 1999, pp. 231-237.
7. ↑  Gentilli, Varriale 1999, p. 448.
8. ↑  Lioy 1965, p. 90.
9. 1 2  Ufficio Storico dell'Aeronautica Militare 1969, p. 43.
10. ↑  Bollettino Ufficiale 1937, disp.41, pag.937.
11. ↑  Supplemento ordinario alla Gazzetta Ufficiale del Regno d'Italia n.267 del 18 novembre 1937, pag.23.
12. ↑  Supplemento ordinario alla Gazzetta Ufficiale del Regno d'Italia n.277 del 27 novembre 1940, pag.5.
13. ↑  Gazzetta Ufficiale del Regno d'Italia n.86 del 13 aprile 1937, pag.1362.